# Joanna Skórnicka
Joanna Skórnicka (ur. 3 sierpnia 1956 w Krakowie) – polska tłumaczka literatury pięknej, redaktor książek.

## Życiorys
Studiowała iberystykę na Uniwersytecie Warszawskim (1975–1980). Przebywała na stypendium naukowym na Kubie (1978–1979), jej praca magisterska była monografią Casa de las Américas (1983). Pracowała później jako korektor i redaktor redakcji romańskiej w Państwowym Instytucie Wydawniczym (do 1992), była następnie nauczycielem języka hiszpańskiego i francuskiego w szkołach warszawskich. Od 2000 r. jest redaktorem w wydawnictwie Noir sur Blanc. Jest także nauczycielką dharmy w szkole Zen Kwan Um (zen koreański).

Tłumaczy literaturę z języka hiszpańskiego i francuskiego.

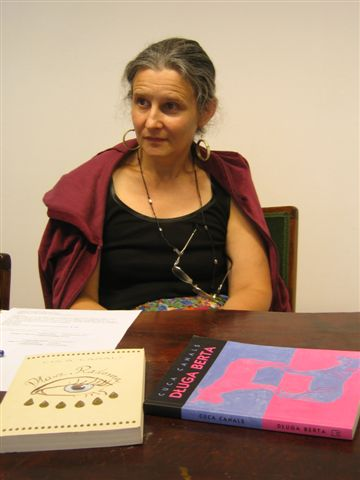
Joanna Skórnicka, Warszawa, 3 sierpnia 2006 r.

## Życie prywatne
Córka Jerzego Skórnickiego (m.in. red. naczelnego Wydawnictwa Literackiego w Krakowie i Państwowego Instytutu Wydawniczego w Warszawie oraz wiceprezesa Polskiego Towarzystwa Wydawców Książek) oraz Bożeny Zagórskiej. Wnuczka Maryny Zagórskiej i poety Jerzego Zagórskiego. Mieszka w Warszawie.

## Tłumaczenia
- Hugo Hiriart, Galaor (jako Joanna Skórnicka-Nalepina; Wydawnictwo Literackie 1987, ISBN 83-08-01774-6)
- Pole gwiazd: antologia opowiadań kubańskich (tłumaczenie zbiorowe; wybór, wstęp i noty Marta Jordan; Państwowy Instytut Wydawniczy 1988, ISBN 83-06-01734-X)
- Pedro de Palol, José Pijano, Sztuka świata [tom 3] (wespół z Markiem Machowskim; autor tekstów pol.: Anna Lewicka-Morawska i inni; Arkady 1993, ISBN 83-213-3479-2 [całość], ISBN 83-21-3366-4 [t. 3]; 1996, ISBN 83-213-3479-2 [całość], ISBN 83-213-3664-7 [t. 3]; 2002 [dodruk])
- Mario Vargas Llosa, Prawda kłamstw (wespół z Małgorzatą Lewicką, Elżbietą Ratajczak-Matusiak i Dorotą Walasek-Elbanowską; Rebis 1999, ISBN 83-7120-640-2)
- Blaise Cendrars, Historie prawdziwe (przeł. Julian Rogoziński; rozdział pt.: Rzeczywistość jutra przeł. Joanna Skórnicka; Noir sur Blanc 2002, ISBN 83-88459-82-1)
- Cuca Canals, Długa Berta (Muza 2003, ISBN 83-7319-335-9)
- Francisco Coloane, Opowieści z Dalekiego Południa (wespół z Adamem Elbanowskim; Noir sur Blanc 2003, ISBN 83-88459-09-0)
- Cuca Canals, Płacz, Radosna: niewiarygodna historia kobiety, która płakała złotymi łzami (Muza 2004, ISBN 83-7079-981-7)
- Juan Peláez Gomez, Ile kosztuje fotel burmistrza? (wespół z Martą Jordan; Wydawnictwo Do 2005, ISBN 83-85586-17-2)
- Alicia Giménez Bartlett, Tam, gdzie nikt cię nie znajdzie, (Noir sur Blanc 2012, ISBN 978-83-7392-399-7)

## Prace redaktorskie (wybór)
- Ismail Kadaré, Generał martwej armii (seria: „Współczesna Proza Światowa”; przekł. Maria i Cezary Gawrysiowie; Państwowy Instytut Wydawniczy 1984, ISBN 83-06-01079-5)
- Manuel Puig, Pocałunek kobiety-pająka (seria: „Współczesna Proza Światowa”; przekł. Zofia Wasitowa, Państwowy Instytut Wydawniczy 1984, ISBN 83-06-01023-X)
- oprac. Jacques Boulenger, Opowieści Okrągłego Stołu (przekł. Krystyna Dolatowska, Tadeusz Komendant; wstępem i przypisami opatrzyła Ewa Dorota Żółkiewska; Państwowy Instytut Wydawniczy 1987, ISBN 83-06-01447-2)
- Julio Cortázar, Carol Dunlop, Autonauci z kosmostrady albo Pozaczasowa podróż Paryż-Marsylia (seria: „Portrety”; przekł. Marta Jordan; Muza 1999, ISBN 83-7200-334-3)
- Julio Cortázar, Opowiadania zebrane [t. 1-2] (przekł. Zofia Chądzyńska, Marta Jordan; Muza 1999, ISBN 83-7200-346-7)
- Zoé Valdés, Oddałam ci całe życie (przekł. Maciej Ziętara; Noir sur Blanc 1999, ISBN 83-86743-88-3)
- Isabel Allende, Córka fortuny (przekł. Marta Jordan; Muza 2000, ISBN 83-7200-671-7; 2005, ISBN 83-7319-677-3)
- Blaise Cendrars, Gwiezdna Wieża Eiffla (przekł. Julian Rogoziński, Noir sur Blanc 2000, ISBN 83-88459-26-0)
- Javier Marías, Serce tak białe (seria: „VIP Vademecum Interesującej Prozy”; przekł. Carlos Marrodán Casas; Muza 2000, ISBN 83-7200-371-8)
- Manuel Vázquez Montalbán, Ptaki Bangkoku (przekł. Maciej Ziętara; Noir sur Blanc 2000, ISBN 83-86743-39-5)